# Union de la gauche socialiste
Pour les articles homonymes, voir UGS (homonymie).
L'Union de la gauche socialiste (UGS) est un groupe de militants de gauche français fondé fin 1957 et qui participa à la création du Parti socialiste unifié (PSU) en 1960. Représentant de la Deuxième Gauche, il cherchait un espace entre la SFIO et le PCF, et fut la première expérience d'unité entre chrétiens et marxistes. Il s'allia au cartel de l'Union des forces démocratiques (UFD) pour les législatives de 1958.

## Histoire
L'UGS a été créée par des dissidents de la SFIO, notamment ceux de l'action socialiste et révolutionnaire ou du Parti socialiste unitaire, et d'anciens résistants, plus ou moins jusqu'alors compagnons de route du PCF (Union progressiste), des syndicalistes chrétiens de gauche (Jeune République, minorité de la CFTC) ainsi que des trotskistes. L'humaniste catholique Claude Bourdet, fondateur de L'Observateur, Gilles Martinet (également cofondateur de L'Observateur, et un temps secrétaire général de l'UGS) et le philosophe Edgar Morin participèrent également à l'UGS.
Parmi les trotskistes qui participèrent à l'UGS, la plupart appartenaient à la tendance bolchevique-léniniste de Marcel Bleibtreu et Michel Lequenne, qui publiait la Tribune marxiste ; on y trouve aussi Pierre Naville, l'un des principaux dirigeants trotskistes pendant l'entre-deux-guerres, ainsi qu'Yvan Craipeau, dirigeant des Jeunesses socialistes révolutionnaires (JSR) avant-guerre.
Membre du cartel de l'Union des forces démocratiques qui préconisait le NON lors du référendum de 1958 devant ratifier la Constitution de la Ve République préconisée par de Gaulle, ce groupe participe à la fondation du PSU en 1960, après avoir fusionné avec le Parti socialiste autonome, lui-même fondé par d'autres dissidents de la SFIO. Il s'opposait à l'inclusion de Pierre Mendès France dans cette alliance, mais finit par l'admettre après quelques tergiversations (il suspendit un temps les négociations avec le PSA à la suite de l'adhésion de PMF).

## Comité exécutif
- Yvan Craipeau (élu en 1958 au comité exécutif, ex-membre du Parti ouvrier internationaliste, trotskyste)
- Gilles Martinet (secrétaire général de 1957 à 1960)